# Langdorf

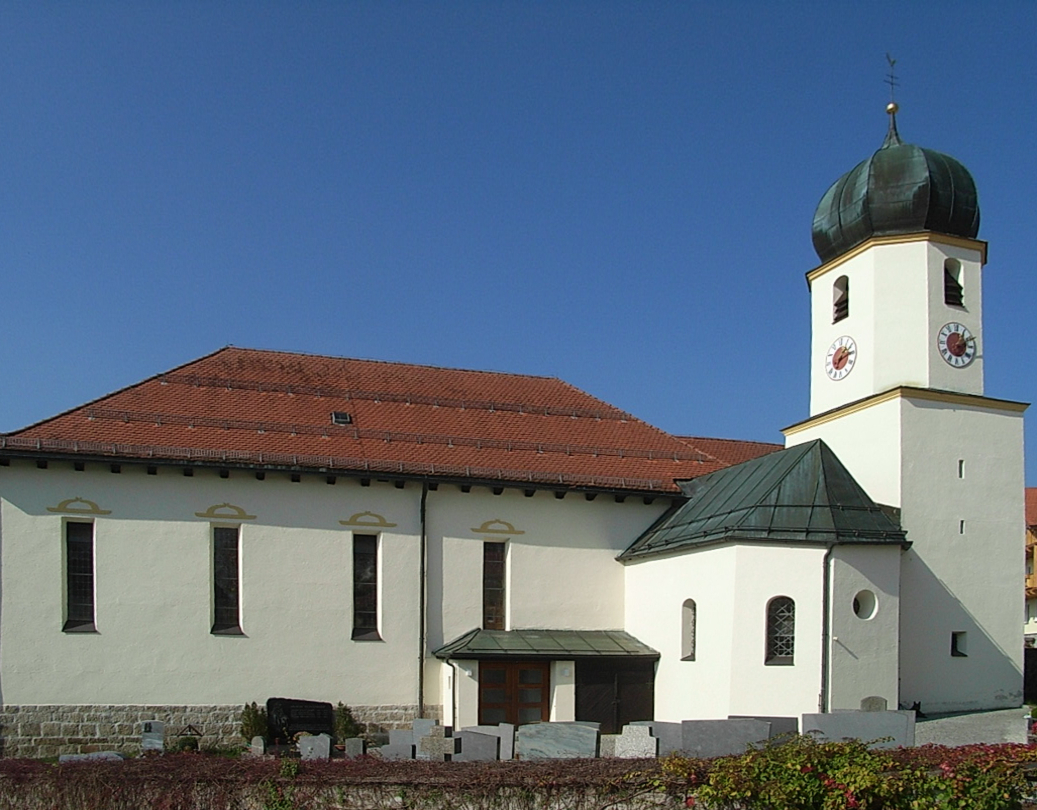
Die barocke katholische Pfarrkirche St. Maria Magdalena

Langdorf ist eine Gemeinde im niederbayerischen Landkreis Regen.

## Geografie

### Geografische Lage
Das Straßendorf Langdorf liegt sowohl in der Arber-Region als auch im Zwieseler Winkel inmitten des Bayerischen Waldes am Schnittpunkt der Straßen zwischen Bodenmais (sieben Kilometer), Zwiesel (sieben Kilometer) und Regen (sechs Kilometer).
Der niedrigste Punkt der Gemeinde ist am Schwarzen Regen auf 531 m, der höchster Punkt ist der Hahnenriegel (1108 m). Auf dem Oberberg (833 m) steht ein baufälliger Aussichtsturm.
Im Ortsteil Nebelberg liegt ein Haltepunkt der Bahnstrecke Zwiesel–Bodenmais, die im Stundentakt von Zügen der Waldbahn der Relation Zwiesel–Bodenmais befahren wird.

### Gemeindegliederung
Es gibt 15 Gemeindeteile (in Klammern ist der Siedlungstyp angegeben):
- Außenried (Dorf)
- Brandten (Dorf)
- Burgstall (Einöde)
- Froschau (Einöde)
- Froschaumühle (Einöde)
- Klafferhof (Weiler)
- Klaffermühle (Einöde)
- Kohlnberg (Dorf)
- Langdorf (Pfarrdorf)
- Nebelberg (Dorf)
- Paulisäge (Einöde)
- Reisachmühle (Weiler)
- Schöneck (Dorf)
- Schwarzach (Dorf)
- Waldmann (Weiler)

Es gibt die Gemarkungen Langdorf und Brandten. 

## Geschichte

### Bis zur Gemeindegründung
Der Ort entstand um das Jahr 1300. 1324 wurde er mit den Dörfern Schöneck, Klaffermühle und Schwarzach von den Wittelsbachern an die Herren von Degenberg verpfändet. Diese residierten auf Burg Weißenstein und ließen sich in Langdorf von einem Amtmann vertreten. Am 5. August 1468 forderte Herzog Albrecht IV. nach vorausgegangenen Spannungen mit den Degenbergern die vier Orte wieder zurück. Die Weigerung der Degenberger bildete den Anlass zum Ausbruch des Böcklerkrieges. Nach der Zerstörung der Burg wurden erst 1478 die alten Verhältnisse wiederhergestellt.
Langdorf gehörte zum Rentamt Straubing und zum Landgericht Weißenstein des Kurfürstentums Bayern. Die Kirche wurde 1674 bis 1677 erbaut. 1806 entstand die Pfarrei Langdorf durch Abtrennung von der Pfarrei Regen. In diesem Jahr erhob man die bereits vorhandene Schule zu einer Normalschule. Im Zuge der Verwaltungsreformen im Königreich Bayern entstand mit dem Gemeindeedikt von 1818 die heutige Gemeinde.

### 20. Jahrhundert
Die Pfarrkirche St. Maria Magdalena erhielt 1922 im Rahmen eines Umbaus eine Vergrößerung.

### Eingemeindungen
Im Zuge der Gebietsreform in Bayern wurde am 1. Januar 1976 die Gemeinde Brandten eingegliedert.

### Einwohnerentwicklung
Zwischen 1988 und 2018 sank die Einwohnerzahl von 1903 auf 1821 um 82 Einwohner bzw. um 4,3 %.
- 1961: 1636 Einwohner
- 1970: 1719 Einwohner
- 1987: 1779 Einwohner
- 1991: 1910 Einwohner
- 1995: 1979 Einwohner
- 2000: 2015 Einwohner
- 2005: 2034 Einwohner
- 2010: 2007 Einwohner
- 2015: 1847 Einwohner

## Politik

### Gemeinderat
Der Gemeinderat setzt sich seit der Kommunalwahl vom 15. März 2020 wie folgt zusammen:
- CSU: 5 Sitze (40,22 % der Stimmen)
- SPD: 3 Sitze (28,59 % der Stimmen)
- FWL: 3 Sitze (21,74 % der Stimmen)
- Junge Union: 1 Sitz (9,45 % der Stimmen)

### Bürgermeister
Erster Bürgermeister ist seit März 2020 Michael Englram (CSU). Dieser setzte sich 2020 mit 51,12 % im ersten Wahlgang durch. Sein Vorgänger war Otto Probst (CSU).

### Wappen
| Wappen Gde. Langdorf | Blasonierung: „Gespalten von Silber und Blau, vorne ein schräggestellter fünfblättriger roter Lindenzweig, hinten ein aufrechtes, auswärts gekehrtes silbernes Rodungsbeil.“ |
| Wappen Gde. Langdorf | Wappenbegründung: Der rote Lindenzweig ist vom Wappen der Degenberger hergeleitet, deren Wappenzeichen ein roter Lindenbaum war. Die Degenberger hatten seit 1324 die Herrschaft Weißenstein und damit auch das Gebiet von Langdorf als Pfandschaft der niederbayerischen Herzöge inne; sie übten bis 1602 die wichtigen Hoheitsrechte im Gemeindegebiet aus. Das Rodungsbeil im hinteren Feld verweist auf die Entstehung des Ortes als Rodungssiedlung um 1300. Die Feldfarben Silber und Blau unterstreichen die engen historischen Beziehungen zum wittelsbachischen Herzogshaus. Dieses Wappen wird seit 1962 geführt. |

### Gemeindepartnerschaften
Die Gemeinde unterhält Partnerschaften mit dem französischen Saint-Crépin-Ibouvillers und dem österreichischen Nebelberg.

## Bauwerke
Auf dem westlich von Langdorf liegenden 833 m ü. NHN hohen Oberberg steht ein 28 m hoher Aussichtsturm.

## Wirtschaft und Infrastruktur

### Wirtschaft einschließlich Land- und Forstwirtschaft
Es gab im Jahr 2020 nach der amtlichen Statistik in der Land- und Forstwirtschaft drei, im produzierenden Gewerbe 42 und im Bereich Handel und Verkehr keine sozialversicherungspflichtig Beschäftigte am Arbeitsort. In sonstigen Wirtschaftsbereichen waren am Arbeitsort sieben Personen sozialversicherungspflichtig beschäftigt. Sozialversicherungspflichtig Beschäftigte am Wohnort gab es insgesamt 749. Im verarbeitenden Gewerbe gab es keine, im Bauhauptgewerbe einen Betrieb. Zudem bestanden im Jahr 2016 30 landwirtschaftliche Betriebe mit einer landwirtschaftlich genutzten Fläche von 572 Hektar, davon waren 36 Hektar Ackerfläche und 536 Hektar Dauergrünfläche.

### Tourismus
Das Dorf Langdorf ist als Erholungsort staatlich anerkannt. Die Gemeinde Langdorf ist Mitglied im Tourismusverband Ostbayern. Im Jahr 2023 wurden  bei 12.447 Gästeankünften insgesamt 50.710 Übernachtungen verzeichnet.

### Bildung
Es gibt folgende Einrichtungen (Stand: 2024):
- eine Kindertageseinrichtung mit 96 genehmigten Plätzen (17 Krippenplätze und 79 Kindergartenplätze)
- Grundschule mit vier Kombiklassen (1/2a, 1/2b, 3 und 4)